# Joel Gertner
Joel Gertner (20 de septiembre de 1975) es un locutor y mánager de lucha profesional estadounidense, conocido por su trabajo en Extreme Championship Wrestling .

## Carrera

### Primeros años
Gertner tenía apenas 17 años cuando comenzó a hacer apariciones de lucha libre en una federación local de lucha libre como locutor de heel bajo el apodo de Joey Jaguar . Amenazaría a los luchadores y generalmente recibiría una paliza por sus acciones. Gertner asistió a Poly Prep Country Day School en Brooklyn, Nueva York y comenzó a asistir a la Universidad de Cornell en 1993. Comenzó a trabajar para ECW durante el verano de 1995, y después de que sus reservas comenzaron a interferir con su trabajo escolar, abandonó Cornell en la primavera. de 1996. Gertner tenía un año menos de una licenciatura . Gertner también trabajó para la estación de radio Cornell.

### Lucha de campeonato extremo
Joel Gertner comenzó como locutor de anillo en Extreme Championship Wrestling . Poco después, Shane Douglas influyó en Gertner para que se convirtiera en un talón y Gertner comenzó a burlarse y burlarse de los luchadores de babyface durante su presentación en el ring y, como resultado, los luchadores faciales generalmente hacían que Gertner pagara sus insultos. A continuación, se le dio la posición de un comentarista de Taz y de Bill Alfonso para contrarrestar la influencia del anunciador Joey Styles , que se considerará que forma sesgada en contra de ellos. También presentó un segmento en el programa de televisión semanal de ECW titulado Gertner Vision. Durante este tiempo, Gertner se hizo popular entre los fanáticos por sus presentaciones, que consistirían en limericks que contienen múltiples insinuaciones sexuales.

### The Dudley Boyz
Más tarde, Gertner se convirtió en el gerente y locutor de The Dudley Boyz , llegando incluso a llamarse "Studley Dudley". En Barely Legal , los Dudley se enfrentaron a The Eliminators para el Campeonato Mundial por Parejas ECW . Durante el partido, Gertner fue golpeado por el movimiento final de The Eliminators, la Eliminación Total , y como resultado comenzó a usar su ahora infame collarín y continúa haciéndolo. Los Eliminadores ganarían el partido y también los títulos. Joel se involucró en un combate por equipos de seis hombres en la ola de calor de 1998, entre Tommy Dreamer, The Sandman y Spike Dudley enfrentando a D-Von, Big Dick y Bubba Ray, insultando al árbitro principal de ECW John Finnigan. Más tarde en el partido, Joel fue colgado en el árbol de la desgracia y el béisbol de Finnigan deslizó una silla de acero en su cara. A pesar de la "lesión", Joel condujo a los Dudley Boyz a un récord de ocho títulos de ECW Tag Team hasta que se fueron a la World Wrestling Federation .

### Transmitiendo y peleando con The Network
Tras la partida de Dudley, Gertner se convirtió en locutor de ECW en TNN junto a Joey Styles . Al hacerlo, Gertner volvió la cara y comenzó a pelear con el representante de The Network , Cyrus , y recibió un apoyo poco probable del socio de transmisión (y ex enemigo) Joey Styles. La disputa llegó a un punto crítico en Anarchy Rulz en la que Gertner se enfrentó a Cyrus en un combate uno a uno. Gertner ganó el partido y terminó la disputa después de la asistencia de The Sandman . Gertner permaneció con ECW hasta su cierre el 4 de abril de 2001. Gertner apareció en el último pago por visión de ECW Culpable como acusadodonde comenzó a cortar una promoción antes de ser atacado por Cyrus y Da Baldies. Regresó más tarde durante el evento principal atacando a Cyrus y ayudando a Rob Van Dam a interpretar un Van Terminator en Jerry Lynn .

### Posterior a la ECW
Gertner hizo su debut en Total Nonstop Action Wrestling el 26 de junio de 2002 para presentar un nuevo equipo llamado Rainbow Express ( Bruce y Lenny Lane ). Sin embargo, dejó TNA poco después de esto y no hizo ninguna aparición para la compañía hasta 2010. También formó parte del primer pago por visión de la reunión ECW One Night Stand de World Wrestling Entertainment durante el cual, en el transcurso de dos entrevistas separadas con SmackDown! y Raw , John "Bradshaw" Layfield le puso cara de pastel y le rogó con las manos y las rodillas al entonces- Gerente General de Raw Eric Bischoffpara un trabajo. Gertner también apareció en Hardcore Homecoming y se enfrentó al antiguo enemigo Cyrus . Después de que Cyrus aparentemente hizo las paces, insultó a Gertner y Gertner posteriormente lo atacó antes de que Joey Styles lo detuviera .
Gertner también es el promotor de la organización independiente MXW Pro Wrestling de Connecticut . El 8 de agosto de 2010, Gertner regresó a TNA para participar en el show de reunión de ECW, Hardcore Justice , donde acompañó al equipo 3D al ring. En 2012, comenzó a anunciar Gertner de Shane Douglas ' Rising extrema promoción. Gertner también hizo una aparición especial en un evento de Kaiju Big Battel . Gertner, el 27 de abril de 2014 en el antiguo ECW Arena en el sur de Filadelfia, fue el MC de Masked Mania, y habló un español perfecto durante todo el evento. 
En el verano de 2016, Gertner comenzó a comentar para Wildkat Sports and Entertainment en Nueva Orleans. También hace apariciones regulares en sus eventos como locutor de anillo.
- Datos: Q6213486
- Multimedia: Joel Gertner / Q6213486